# Gouverneurswahl in Massachusetts 1916
Die Gouverneurswahl in Massachusetts 1916 fand am 7. November 1916 statt, um den Gouverneur sowie den Vizegouverneur des US-Bundesstaates Massachusetts für das nächste Jahr zu bestimmen. Gouverneur Samuel W. McCall und Vizegouverneur Calvin Coolidge (beide Republikaner) wurden mit 52,5 % (McCall) bzw. mit 56,1 % (Coolidge) wiedergewählt.

## Vorwahlen

### Demokraten
| Kandidat            | Amt                              | Stimmen | Anteil |
| ------------------- | -------------------------------- | ------- | ------ |
| Frederick Mansfield | Ehemaliger State Treasurer       | 45.415  | 56,0 % |
| Charles H. Cole     | Präsident der Bostoner Feuerwehr | 35.637  | 44,0 % |

| Kandidat        | Amt                                                        | Stimmen | Anteil |
| --------------- | ---------------------------------------------------------- | ------- | ------ |
| Thomas P. Riley | Ehemaliger Vorsitzender der Massachusetts Democratic Party | 66.178  | 100 %  |

### Republikaner
| Kandidat         | Amt         | Stimmen | Anteil |
| ---------------- | ----------- | ------- | ------ |
| Samuel W. McCall | Amtsinhaber | 115.242 | 100 %  |
| Sonstige         |             | 2       | 0 %    |

| Kandidat        | Amt         | Stimmen | Anteil |
| --------------- | ----------- | ------- | ------ |
| Calvin Coolidge | Amtsinhaber | 109.648 | 100 %  |
| Sonstige        |             | 2       | 0 %    |

## Ergebnisse

### Gouverneur
| Partei                 | Kandidat            | Stimmen | Anteil | Veränderung |
| ---------------------- | ------------------- | ------- | ------ | ----------- |
| Republikanische Partei | Samuel W. McCall    | 276.123 | 52,5 % | ▲5,5        |
| Demokratische Partei   | Frederick Mansfield | 229.883 | 43,7 % | ▼2,0        |
| Socialist Party        | Dan A. White        | 10.582  | 2,0 %  | ▲0,3        |
| Prohibition Party      | Chester Lawrence    | 5.983   | 1,1 %  | ▼2,8        |
| Socialist Labor Party  | James Hayes         | 3.893   | 0,7 %  | ▲0,4        |
| Sonstige               |                     | 2       | 0 %    | ▬           |

### Vizegouverneur
| Partei                 | Kandidat              | Stimmen | Anteil | Veränderung |
| ---------------------- | --------------------- | ------- | ------ | ----------- |
| Republikanische Partei | Calvin Coolidge       | 283.166 | 56,1 % | ▲4,4        |
| Demokratische Partei   | Thomas P. Riley       | 198.236 | 39,3 % | ▼2,2        |
| Socialist Party        | Sylvester J. McBridge | 13.006  | 2,6 %  | ▲0,8        |
| Prohibition Party      | Alfred H. Evans       | 7.518   | 1,5 %  | ▼1,4        |
| Socialist Labor Party  | Thomas J. Maher       | 3.062   | 0,6 %  | ▲0,1        |